# Drei nicht-nukleare Prinzipien

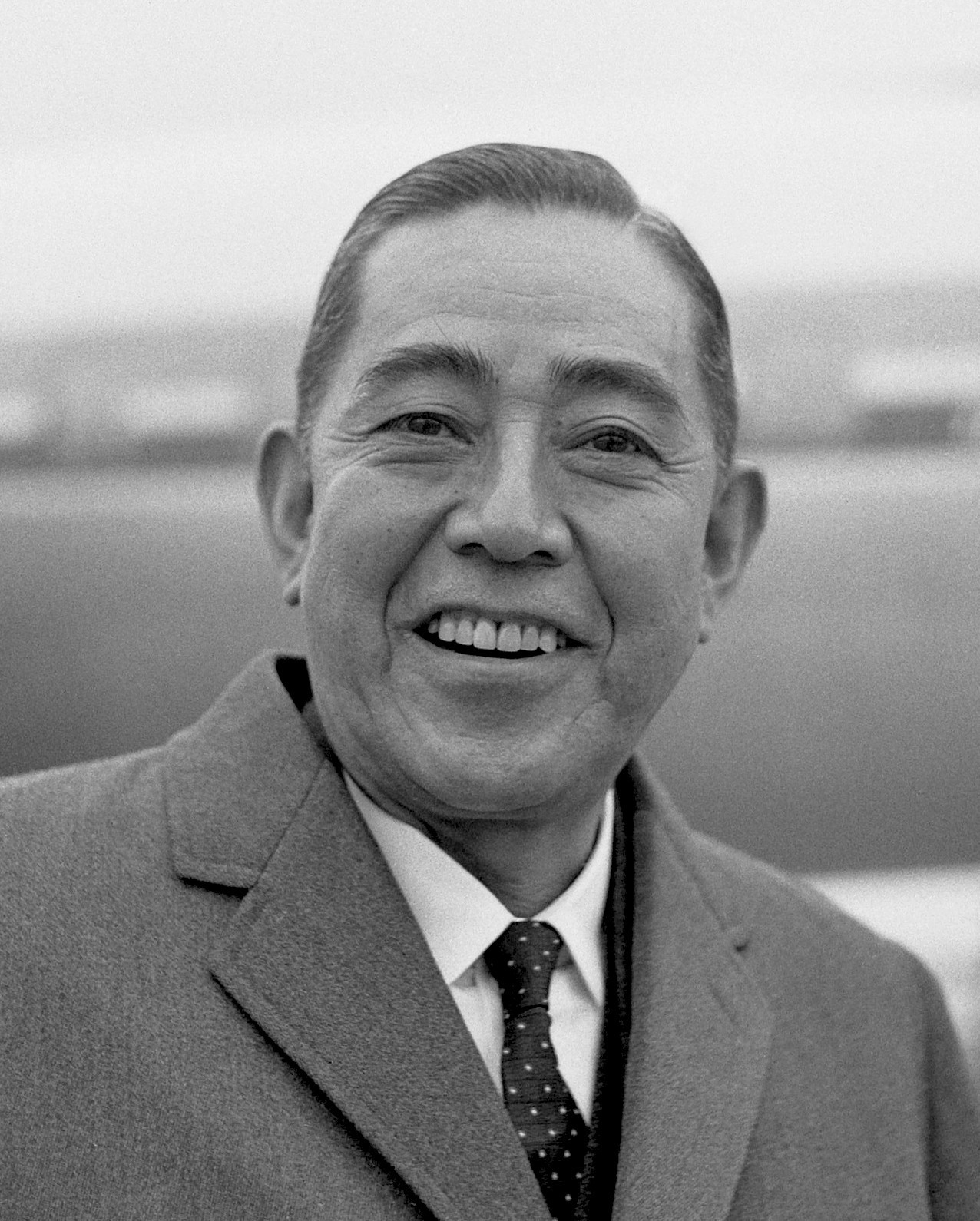
Eisaku Satō – Vater der „Drei nicht-nuklearen Prinzipien“

Bei den Drei nicht-nuklearen Prinzipien (jap. 非核三原則, Hikaku San Gensoku) handelt es sich um einen Beschluss des japanischen Parlaments. Durch diesen wird die japanische Nuklearpolitik seit dessen Verabschiedung im Jahr 1971 entscheidend beeinflusst. Der Beschluss wurde bisher jedoch nicht in ein Gesetz übertragen.
Formuliert wurden die Prinzipien in einer Rede des Premierministers Eisaku Satō vor dem Repräsentantenhaus im Jahr 1967 im Zuge der Verhandlungen um die Rückgabe von Okinawa an Japan.

## Die drei Prinzipien
Die Drei nicht-nuklearen Prinzipien Japans lauten wie folgt:
- Japan soll keine Nuklearwaffen herstellen.
- Japan soll keine Nuklearwaffen besitzen.
- Japan soll keine Nuklearwaffen einführen.

## Geschichte der Prinzipien
Während der Verhandlungen um die Rückgabe Okinawas durch die USA an Japan gegen Ende der 1960er Jahre bildete sich eine wachsende Opposition in der japanischen Bevölkerung gegen die Pläne der USA weiterhin Nuklearwaffen auf Okinawa lagern zu wollen. Diese hatte ihren Ursprung in Atombombenabwürfen auf Hiroshima und Nagasaki während des Zweiten Weltkrieges, die innerhalb der japanischen Bevölkerung zu einer starken Abneigung gegenüber der Lagerung und Handhabung von Atombomben in Japan und den japanischen Gewässern führten.
Diese wachsende Opposition erschwerten die Verhandlungen des japanischen Premierministers Eisaku Satō mit den amerikanischen Vertretern, da ein wachsender Anteil der japanischen Bevölkerung befürchtete, dass die Regierung ein Nuklearwaffenprogramm befürworten würde. Als Kompromiss zwischen den japanischen und US-amerikanischen Interessen stellte Eisaku Satō die Drei nicht-nuklearen Prinzipien der Nationalversammlung vor. Im Zuge dessen ratifizierte Japan den Atomwaffensperrvertrag im Austausch gegen die Rückgabe eines atomwaffenfreien Okinawas.
Satō ergänzte die Prinzipien im Anschluss noch um die vier Stützen der Nuklearpolitik:
- Japan soll sich für eine friedfertige Nutzung der Nuklearenergie einsetzen.
- Japan soll auf eine weltweite nukleare Abrüstung hinarbeiten.
- Japan soll sich auf den Schutz durch die amerikanische Nuklearstrategie verlassen.
- Japan soll die Drei nicht-nuklearen Prinzipien unterstützen.

Gerade der dritte Punkt hatte entscheidende Bedeutung für Satō. Er befürchte eine zu starke Schwächung der Verteidigungsfähigkeit Japans durch den Verzicht auf Nuklearwaffen im Falle des Wegfalls der amerikanischen Verbündeten. Durch die gewählte Formulierung schuf er eine Hintertür, durch die auf zukünftige Änderungen in der Weltpolitik reagiert werden konnte.
Im Jahr 1971 wurden die Prinzipien durch die Nationalversammlung beschlossen, erhielten jedoch keinen Gesetzescharakter. Eisaku Satō wurde für seinen Einsatz für ein atomwaffenfreies Japan im Jahr 1974 mit dem Friedensnobelpreis ausgezeichnet.
Seit der Amtszeit Satōs unterstützte offiziell jeder Premierminister die Wahrung der Prinzipien. Aus der Politik kamen über die Jahrzehnte immer wieder Stimmen für eine nukleare Aufrüstung Japans auf, jedoch tritt die große Mehrheit der japanischen Bevölkerung weiterhin für eine strikte Einhaltung der Prinzipien ein.